# Jaktens tid
Jaktens tid (Zweeds voor: De tijd van de jacht) is het tweede volwaardige studioalbum van de Finse folkmetal band Finntroll. Het album werd in 2001 uitgegeven door Spinefarm Records (afdeling Spikefarm). Het muzikale genre schommelt tussen de folkmetal, black metal en deathmetal. De teksten handelen over mythische wezens als trollen en goblins, die het vooral op de kerk gemunt hebben.
Op dit album wordt de traditionele manier van zingen in Lapland gebruikt: de joik (deze joiks worden gezongen door Korpiklaani-zanger Jonne Järvelä).

## Bezetting
- Katla - zang en teksten
- Trollhorn - keyboards
- Somnium - gitaar
- Skrymer - gitaar
- Tundra - basgitaar
- Beast Dominator - drums en percussie
- Jonne Järvelä (gast) - joiks op tracks 5, 9 en 12
- Tapio Wilska (gast) - Latijnse toespraak op track 10
- Hanky Bannister (gast) - banjo

## Tracklist
1. Krig (Oorlog) - 2:10
2. Födosagan (Vogelsaga) - 5:02
3. Slaget vid blodsälv (De veldslag bij de bloedrivier) - 3:16
4. Skogens hämnd (De wraak van het woud) - 4:06
5. Jaktens tid (De tijd van de jacht) - 3:34
6. Bakom varje fura (Achter elke naaldboom) - 2:14
7. Kitteldags (Keteltijd) - 2:05
8. Krigsmjöd (Oorlogsvlees) - 3:10
9. Vargtimmen (Het uur van de wolf) - 3:30
10. Kyrkovisan (Kerklied) - 1:10
11. Den hornkrönte konungen (Rivfaders tron) (De hoorngekroonde koning (Scheurvaders troon)) - 3:45
12. Aldhissla - 6:27
13. Tomhet och tystnad härska (Leegte en stilte heersen) - 4:35

## Trivia
- "Krig", "Bakom varje fura" en "Tomhet och tystnad härska" zijn instrumentaal.
- Het laatste lied bevat na 30 seconden stilte een "verborgen nummer", waarin veel instrumenten worden gebruikt en er een geestig, onverstaanbaar gegil te horen is. De groep maakte later bekend dat het om een demoversie van het nummer "Försvinn du som lyser" ging.
- "Vargtimmen" is een cover van de Zweedse folkband Hedningarna.
- Dit is het voorlaatste album met oprichter-zanger Katla. Op het album Visor om slutet zingt hij nog (samen met Tapio Wilska), maar de grunts liet hij vanwege zijn stemproblemen achterwege. In 2002 stopte Katla definitief met zingen, sinds 2007 schrijft hij weer teksten voor Finntroll.
- Dit is tevens het voorlaatste Finntroll-album met medeoprichter Somnium aan de gitaar. In maart 2003 overleed Somnium nabij Helsinki na een val van een brug in Helsinki. Volgens sommigen, waaronder Mika Luttinen van Impaled Nazarene, pleegde Somnium zelfmoord.